# Tullamore Dew
Tullamore Dew – irlandzka whiskey produkowana od 1829 roku w miasteczku Tullamore, w hrabstwie Offaly w Irlandii. Drugi człon nazwy pochodzi od inicjałów pierwszego właściciela, Daniela E. Williamsa.
Po odkryciu problemów finansowych w 1954 roku produkcję whiskey zamknięto i destylarnię sprzedano. Przez lata markę odkupywały od siebie koncerny alkoholowe, a produkcję przez chwilę kontynuowało Irish Distillers Ltd. w Midleton w hrabstwie Cork. W 2010 roku markę Tullamore Dew zakupiła firma William Grant & Sons Ltd, a w 2014 roku w oryginalnym miasteczku Tullamore powstała nowa destylarnia Tullamore Dew.

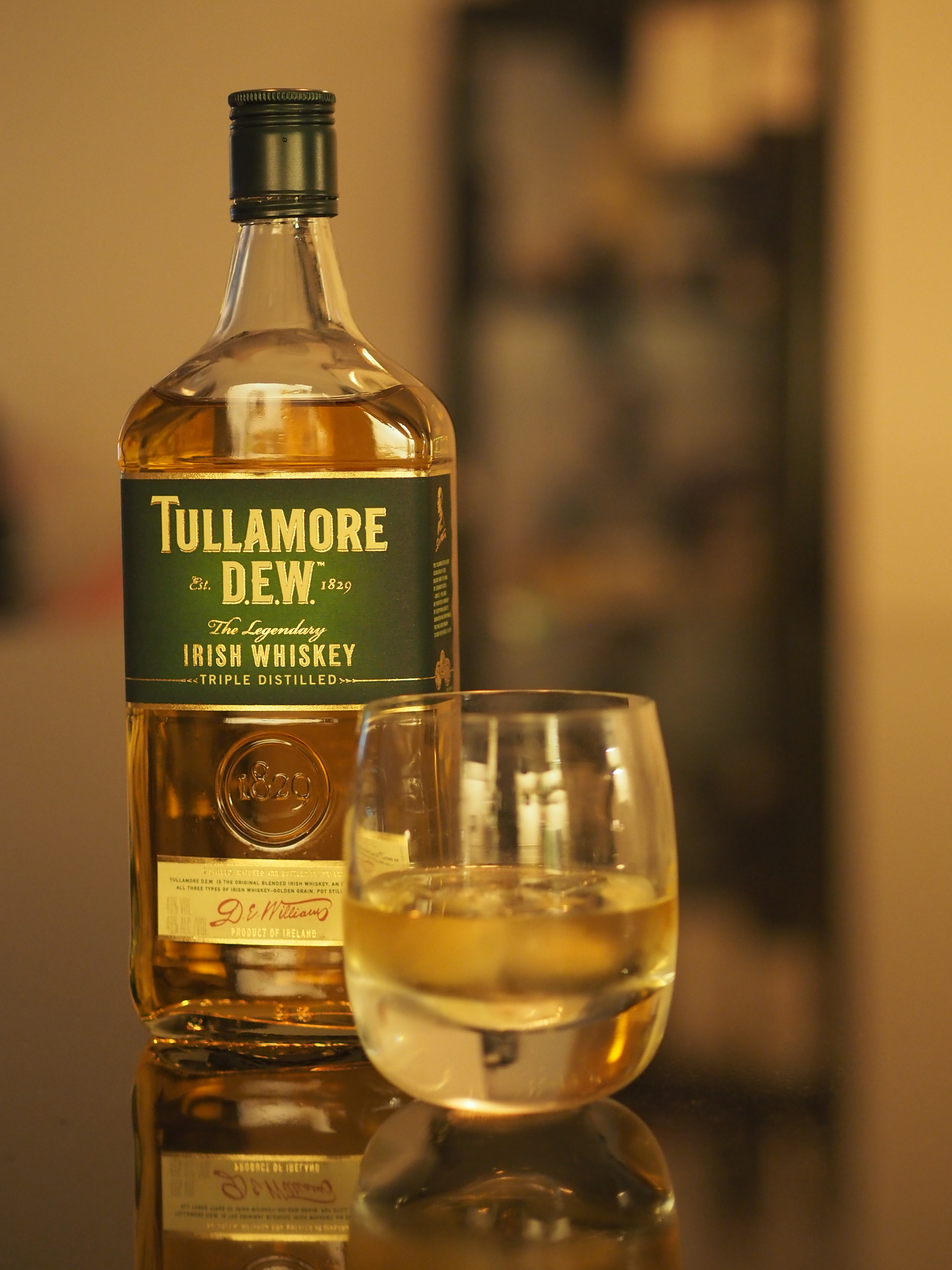
Butelka Tullamore Dew